# Bentfield Bury
 (avril 2023).
Pour les articles homonymes, voir Bury.
Bentfield Bury est un village situé dans l’Essex, en Angleterre.